# Petula Clark
Petula Clark, CBE (Surrey, Inglaterra, 15 de novembro de 1932) é uma cantora britânica.

## Biografia
Treinada para cantar por sua mãe, Clark embarcou em uma carreira iniciada com a tenra idade de sete anos. Sua mãe galesa, de nome Doris, era uma soprano talentosa e ensinou-lhe muito. Cresceu em Epsom, Surrey. O pai de Petula, Leslie, queria ser ator, mas foi desencorajado por seus pais. Ele tornou-se gerente de Petula, manteve rigoroso controle de sua vida, e muitos achavam que ele cumpriu seus sonhos de "showbusiness" através dela. Logo se fixou em programas de rádio britânicos e iniciou a interpretação de seu próprio show regular - Pet’s Parlour – consistindo de uma coletânea de canções patrióticas projetadas para impulsionar o moral das tropas britânicas na Segunda Guerra Mundial. Contava então 11 anos de idade.
Após entreter as tropas ao lado de estrelas como Julie Andrews e Anthony Newley, Clark debutou no cinema com o filme "A Medal for the General", em 1944. No alvorecer dos anos 1950, já era uma superstar em todo o Reino Unido, com o compromisso de atuar em duas dúzias de filmes. Em 1954 "The Little Shoemaker" foi seu primeiro sucesso que esteve entre as vinte mais preferidas do público, enquanto que em 1960 a canção "Sailor" obtinha índices expressivos de sucesso. Assim, Clark esforçou-se para verter sua imagem de adolescente. Após vender 1 milhão de cópias em 1961, com a canção "Romeo", casou-se e mudou-se para a França, estabelecendo uma base forte de fãs pelos sucessos das canções "Ya Ya Twist", "Chariot" e "Monsieur", que marcou uma nova fase de seu repertório, mais sofisticado e escorado por vocais cristalinos.
Surfando a onda da invasão britânica, Clark pôde finalmente penetrar no mercado estadunidense em 1964 com o mega sucesso vencedor de um Grammy “Downtown”, aliás, o primeiro e único alcançado por uma mulher britânica que estourou nas paradas do Top Ten (dez mais) dos EUA. Mas não ficou só nisso. Outros sucessos alcançaram o Top Ten, (escritas e com arranjos de Tony Hatch), como em 1965 “I Know a Place” e em 1966 “I Couldn't Live Without Your Love” e o estrondoso sucesso “My Love”. Ao mesmo tempo ela resplandeceu em toda a Europa, estando nas primeiras posições do sucesso em 1967 com a canção “This is my Song” feito para o filme “A Countess From Hong Kong”. Atuou em seu próprio programa na BBC de Londres e em 1968 participou do controvertido especial do canal NBC, quando os patrocinadores pediram que um segmento com o convidado Harry Belafonte fosse editado, pelo fato de ele ser negro e estar encostado em Petula Clark nas gravações. Depois de um protesto de Clark o filme permaneceu conforme a gravação
No fim dos anos 1960, o status comercial de Petula Clark deslanchou enquanto canções como “Don’t Sleep in the Subway”, “The Other Man’s Grass is Always Greener” e “Kiss Me Goodbye” faziam sucesso em ambos os lados do Atlântico.
Em 1968 também reiniciou sua carreira no cinema estrelando “Finian’s Rainbow” seguido um ano mais tarde por Goodbye Mr. Chips. Foi a primeira mulher do Reino Unido a ganhar um Grammy, cantou com Frank Sinatra e Barbra Streisand, e no já citado filme "Finian's Rainbow", que foi um de seus 30 filmes em que participou, ela dançou com Fred Astaire.
Anos mais tarde, Clark se dedicou a turnês internacionais, atuando até os dias atuais.
Seu hit, Downtown, participou de forma marcante do seriado Lost da American Broadcasting Company americana, quando a personagem Juliet (Elizabeth Mitchell) a escuta. Esse mesmo hit fez parte da trilha sonora do filme "Girl, interrupted" (Garota interrompida, em português), lançado em 1999, com a participação de Winona Ryder e Angelina Jolie.
No ano de 2014 teve muitos shows agendados, principalmente uma turnê na Austrália. Em 2015 dentre outras, fez apresentações em Paris, na França, em show no Palais des Congrès, no dia 24 de janeiro e performance no Glenn Gould Prize's, no dia 14 de abril, em Toronto, no Canadá . Em outubro de 2016 fez um "Concert Tour" na Grã Bretanha, apresentando a performance do novo álbum "From Now On". Apresentou shows em maio de 2017, entre os dias 13 e 28, na Austrália, onde essa legendária estrela do cinema e da música destacou sua performance no álbum "From Now On", lançado pelo UK Pop Legend, em 2016, além de outros sucessos inesquecíveis. Petula fez uma aparição em um comercial de televisão de Natal, do Aeroporto de Londres Heathrow em 2017, acompanhada de sua música: "I couldn't live without your love". realizou em novembro e dezembro de 2017, vários shows nos Estados Unidos da América. Em maio de 2018, fez um "tour" com concertos no Canadá. Ainda em 2018 realizou turnê pelos Estados Unidos da América, em novembro/dezembro. Cumpriu agendas no mês de maio de 2019 na Austrália (QPAC Concert Hall) e em junho no Francos de Montréal Festival Canadá. Em março de 2019 foi anunciado que poderia retornar ao palco (London's West End), na performance do renascimento de Mary Poppins, como "The bird woman" (mulher-pássaro). Suas apresentações nesse roteiro iniciaram-se em 23 de outubro de 2019 a  deveriam se estender até 29 de março de 2020, no Prince Edward Theatre, em Londres, Inglaterra, mas a pandemia do novo Coronavirus interrompeu não só tal performance como os shows mundiais de Petula. As apresentações, entretanto, retornaram em 2022, com o recrudescimento da pandemia, tanto que em 14 de novembro de 2022 após a performance de Petula no mesmo Prince Edward Theatre, após o show, foi homenageada pela chegada do aniversário de 90 anos de idade, que se celebra todo dia 15 de novembro.
Clark apareceu no show Old Friends de Stephen Sondheim, que foi ao ar na BBC em janeiro de 2023. Ela cantou "I'm Still Here" de Follies. A gravação em CD desta apresentação foi lançada física e digitalmente em dezembro de 2023.
Petula Clark, ao longo de sua carreira já vendeu um total de 75 milhões de cópias e segue contando.

## Vida Pessoal
Em 1955, Clark ligou-se romanticamente com Joe "Mr Piano" Henderson. A especulação de que o casal planejava se casar se intensificaram. No entanto, com o aumento do brilho de estar no centro das atenções públicas, e crescendo a fama de Clark - sua carreira na França estava apenas começando , Henderson, supostamente não querer acabar conhecido como "Mr. Petula Clark", decidiu terminar o relacionamento, entretanto, o relacionamento profissional continuou por um par de anos, culminando na série da BBC Radio Mr. Piano, a última vez que trabalharam juntos, embora permanecessem em termos amigáveis. Em 1962, escreveu uma balada sobre o seu "break-up", chamado ""There's Nothing More To Say" (Não há mais nada a dizer), para o LP de Clark "In Other Words" (Em outras palavras).
Em outubro de 1957, Clark foi convidada para se apresentar no Olympia de Paris para o mais famoso programa de rádio ao vivo da Europa, o Musicorama. No dia seguinte, foi convidada pelo presidente da Vogue Records Léon Cabat para discutir a gravação em francês e trabalhar na França. Foi lá que conheceu o publicitário Claude Wolff, por quem ela ficou imediatamente atraída, e quando lhe foi sugerido trabalhar com ele, gravando em francês, concordou. Em junho de 1961, casou-se com Clark Wolff, primeiro em uma cerimônia civil em Paris, em seguida, no religioso em sua Inglaterra natal. Querendo fugir das restrições do estrelato criança que lhe foi imposto, pelo público britânico, e ansiosa para escapar da influência de seu pai, mudou-se para França, onde ela e Wolff tiveram duas filhas, Barbara Michelle e Catherine Nathalie. Em seguida, seu filho Patrick nasceu em 1972.
Desde 2012, Clark vive durante a maior parte do ano, em Genebra, na Suíça, mas também tem um chalé nos Alpes franceses, onde gosta de esquiar, e um "pied-à-terre" em Chelsea, Londres. Em janeiro de 2012, uma campanha no Facebook foi lançada para comemorar tanto o ano de seu 80º aniversário e o jubileu de diamante.

## Filmografia parcial
- Medal for the General (1944)
- I Know Where I'm Going (1945)
- Vice Versa (1948)
- Here Come the Huggetts (1948)
- The Romantic Age (1949)
- Dance Hall (1950)
- White Corridors (1951)
- The Card (1952)
- Made in Heaven (1952)
- The Runaway Bus (1954)
- Track the Man Down (1955)
- A Couteaux Tirés (1964)
- Finian's Rainbow (1968)
- Goodbye, Mr. Chips (1969)
- Never Never Land (1980)
- Sans famille (fr) (1981)

## Discografia selecionada
- Put Your Shoes On Lucy (1949)
- Music! Music! Music! (cobertura de uma gravação de Teresa Brewer)
- You Are My True Love (1950)
- Mariandl (com Jimmy Young) (1951)
- Where Did My Snowman Go? (1952)
- The Card (1952)
- Christopher Robin At Buckingham Palace (1953)
- The Little Shoemaker (1954) (cobertura de uma gravação The Gaylords)
- Meet Me In Battersea Park (1954)
- Majorca (1955)
- Suddenly There's a Valley (1955) (cobertura de uma gravação de Gogi Grant)
- With All My Heart (1957) (cobertura de uma gravação de Jodie Sands)
- Sailor (1961)
- Romeo (1961)
- Marin (Sailor) (1961)
- Ya Ya Twist (1962)
- Chariot (I Will Follow Him) (1962)
- Coeur Blesse (1963)
- Ceux Qui Ont Un Coeur (Anyone Who Had a Heart) (1964)
- Downtown (1964)
- Invece No (1965)
- I Know a Place (1965)
- Dans Le Temps (Downtown) (1965)
- My Love (1965)
- I Couldn't Live Without Your Love (1966)
- This is My Song (1967)
- Don't Sleep in the Subway (1967)
- Finian's Rainbow (trilha sonora) (1968)
- Goodbye, Mr. Chips (trilha sonora) (1969)
- Sauve Moi (1977)
- Blood Brothers (International Recording) (1995)
- Músicas de Sunset Boulevard (1996)
- Here for You (1998)
- The Ultimate Collection (2002)
- Kaleidoscope (2003)
- Starting All Over Again (2003)
- Live at the Paris Olympia (2004)
- Driven by Emotion (2005)
- In Memphis (2005)
- Together (2006), gravado em dueto com Andy Williams
- Thank You for Christmas (2006)
- Simple Gifts (2006)
- It had to be you (2007)
- Duets (2007)
- Solitude and Sunshine (2007)
- Then & Now (2008)
- Open Your Heart: A Love Song Collection (2009)
- This is Christmas (2009)
- From Now On (2016)
- I Couldn't Live Without Your Love - Hits, Classics & More (2017)
- Living for Today (2017)
- Vu d'ici (2018)